# Cantonul Sartrouville
Cantonul Sartrouville este un canton din arondismentul Saint-Germain-en-Laye, departamentul Yvelines, regiunea Île-de-France , Franța.

## Comune
- Sartrouville